# Arno Brandt
Arno Brandt (* 1955 in Rhauderfehn) ist ein deutscher Ökonom. Er wirkte als Bankdirektor, Institutsleiter sowie in verschiedenen gesellschaftlichen Organisationen und ist seit den 1980er Jahren in der Sozialdemokratischen Partei Deutschlands (SPD) engagiert.

## Leben
Brandt studierte zwischen 1977 und 1982 Wirtschaftswissenschaften an der Leibniz Universität Hannover und schloss als Diplom-Ökonom ab. Von 1982 bis 1985 war er Dozent an der Akademie der Handwerkskammer Hannover. Anschließend arbeitete er bis 1990 als wissenschaftlicher Mitarbeiter am Fachbereich Wirtschaftswissenschaften der Leibniz Universität Hannover, wo er 1994 zum Dr. rer. pol. promoviert wurde.
Zwischen 1992 und 2012 war Brandt in der Nord/LB in der Abteilung Regionalwirtschaft tätig, die er zuletzt als Bankdirektor leitete. Von 2012 bis 2018 war er Geschäftsführer des CIMA Instituts für Regionalwirtschaft in Hannover. Seit 2018 arbeitet er als freier Regionalberater und ist Partner des Instituts für Innovation und Technik (iit) in Berlin. Darüber hinaus ist er seit 2010 Lehrbeauftragter am Institut für Umweltplanung der Leibniz Universität Hannover und Mitglied des Beirates der Zeitschrift „Neues Archiv für Niedersachsen“.

## Politisches und gesellschaftliches Engagement
Brandt ist seit seiner Studienzeit Mitglied der SPD. Von 1988 bis 1993 war er Vorsitzender des SPD-Ortsvereins Linden-Limmer. Er ist Mitglied im Wissenschaftsbeirat des SPD-Wirtschaftsforums. sowie Mitherausgeber und Mitglied der Redaktion der Spw – Zeitschrift für sozialistische Politik und Wirtschaft. Brandt hat sich kritisch zur Weltausstellung Expo 2000 geäußert, die im Jahr 2000 in Hannover veranstaltet wurde. Er war an der inhaltlichen Gestaltung mehrerer Tagungen der Evangelischen Akademie Loccum und an der Dokumentation von verschiedenen Bänden der Reihe „Loccumer Protokolle“ beteiligt. Brandt ist Vorsitzender des Forums für Politik und Kultur e. V. in Hannover (seit 1987).

## Forschungsschwerpunkte
Brandt beschäftigt sich vor allem mit Fragen der Regional- und Strukturpolitik, des Strukturwandels, der Finanzpolitik sowie nachhaltiger Regionalentwicklung. Er ist Mitglied der Forschungsgruppe für Strukturwandel und Finanzpolitik. 2011 hat er eine Monographie zur maritimen Wirtschaft in Deutschland veröffentlicht.

## Publikationen (Auswahl)
- Mitautor: Die Weltausstellung EXPO 2000 in Hannover – Eine regionalökonomische Schlussbilanz. In: Neues Archiv für Niedersachsen. Nr. 1, 2001, S. 15–29.
- Maritime Wirtschaft in Deutschland, Murmann Verlag, 184 Seiten, Hamburg, 2011, ISBN 978-3-86774-151-4.
- mit Joachim Lange: Viel Geld, wenig Investitionen – Wie können langfristige Investitionen gestärkt und finanziert werden? In: Arno Brandt, J. Lange (Hrsg.): Rehburg-Loccum 2016. Reihe Loccumer Protokolle. Band 56/15 2016.
- mit Marc Danneberg, Stefan Krätke, Lina Polom: Wissensvernetzung und Metropolregion. Eine Netzwerkanalyse des Innovationssystems der Metropolregion Hannover Braunschweig Göttingen Wolfsburg. Tectum, Baden-Baden 2021, ISBN 978-3-8288-4397-4.
- mit Hagen Krämer: Zur Rolle industrieller Beziehungen in der sozial-ökologischen Transformation. In: Vierteljahreshefte zur Wirtschaftsforschung. Heft 4, 2023, S. 63–84 (Abstract).
- mit Hans-Ulrich Jung: Bildung – Eine Einführung. In: Neues Archiv für Niedersachsen. Heft 2, 2024, S. 3–11.
- mit Folke große Deters, Thilo Scholle, Lasse Rebbin: Sozialdemokratie nach der Europawahl. Lesson learned? Einleitung zum Heftschwerpunkt. In: Zeitschrift für sozialistische Politik und Wirtschaft. Heft 2, 2024, S. 12–14 (online).